# 焼津水産化学工業
焼津水産化学工業株式会社（やいづすいさんかがくこうぎょう、英: YAIZU SUISANKAGAKU INDUSTRY CO.,LTD.）は、調味料などの食品製造を行う会社。

## 概要
カツオ、カニ、ホタテ、昆布等の魚介類を原料とする天然調味料の製造販売を主力としており、他に機能性食品用の素材、香辛料等の製造販売を行っている。また連結子会社をつうじて冷凍マグロ、水産物の加工品等の製造販売している。
近年は低塩・減塩等の付加価値を加えた食品や海産物を由来とする機能性食品素材の開発に注力しており、売上げ構成に占める機能食品事業の割合が増加している。

### 主な製品
調味料事業
ラーメンスープ、蕎麦・うどんのつゆ等の液体調味料、冷凍食品・スナック食品用の味付け用の粉体調味料、ふりかけやお茶漬け用の乾燥具材等
機能食品事業
機能性素材、キチン、キトサン、キチンオリゴ糖、N-アセチルグルコサミン、アンセリン、テアフラビン等
香辛料等
粉わさび、生おろしわさび、にんにく、しょうが等の製造販売
2018年3月期の連結売上構成は調味料事業47.6%、機能食品事業19.8%、水産物事業24.4%、その他の事業8.2%となっている。

## 沿革
- 1959年3月 - 魚の煮汁から飼料・肥料の製造および肝油製造を目的に設立。
- 1980年 - 機能性素材の開発を開始。
- 1988年11月 - ジャスダック上場。
- 1989年11月 - オーケー食品を買収。100%出資子会社とする（2013年7月に解散）。
- 1992年9月 - 名古屋証券取引所2部上場。
- 2000年9月 - 東京証券取引所2部上場。
- 2001年3月 - 東京証券取引所1部、名古屋証券取引所1部に指定替え。
- 2004年7月 - 中華人民共和国大連市に100%出資子会社の大連味思開生物技術有限公司を設立（2016年3月に全持分譲渡）。
- 2004年10月 - 100%出資子会社のUMIウェルネス株式会社を設立。
- 2005年8月 - 株式会社マルミから営業部門の譲渡をうけ100%出資子会社のマルミフーズ株式会社を設立。
- 2005年11月 - 低塩調味料等の食品販売を目的とする100%出資子会社の株式会社ソルケアを設立（2008年3月に解散）。
- 2006年1月 - 名古屋証券取引所上場廃止。
- 2010年 - 大東工場にCVD（連続真空乾燥装置）2号機を導入。
- 2014年 - 掛川市に掛川工場を新設。
- 2017年 - 東京R&Dラボを開設。
- 2018年 - タイにYSKバンコク事務所を開設。FSSC22000を掛川工場で取得。
- 2023年 - 日本のプライベート・エクイティ・ファンドのJ-STAR系企業により友好的TOB（株式公開買付け）が実施された。しかし、南青山不動産などの旧村上ファンド系企業や3Dインベストメント・パートナーズが株式を取得したため、株価が買い付け価格を上回る事態が続いたことにより、不成立となった[4]。
- 2024年
  - 2月6日 - いなば食品の完全子会社であるJump Lifeが同日から3月26日まで友好的TOBを実施[5][6]。
  - 3月27日 - Jump LifeによるTOBが成立したことをいなば食品が発表[7]。
  - 6月6日 - 東京証券取引所スタンダード市場上場廃止[1]。

## 工場等
- 団地工場（静岡県焼津市）（機能性食品製造）
- 焼津工場（静岡県焼津市）（粉体調味料製造）
- 大東工場（静岡県掛川市）（液体・粉体調味料、機能性素材製造）
- 掛川工場（静岡県掛川市）（液体・粉体調味料、機能性素材製造）
- 研究施設（静岡県焼津市）（研究開発用）

## 関係会社
連結子会社
- マルミフーズ（静岡市駿河区）（水産物の加工・仲買）
- UMIウェルネス株式会社（東京都中央区）（健康食品・機能性食品の通信販売および輸出入）